# Gmina Czernichów (Slezské vojvodství)
Gmina Czernichów je vesnická obec v okrese Żywiec ve Slezském vojvodství. V letech 1975–1998 obec byla pod administrativní správou vojvodství Bílsko. Sídlo úřadu gminy je v Tresné.

## Historie
Až do poloviny 15. století zemí gminy náleželo pod Osvětimské knížectví. V roce 1457 koupil Osvětimské knížectví Kazimír IV. Jagelonský, v roce 1465 Żywiecké území, které připojil ke krakovskému vojvodství a později jej předal Petru Komorowskému (Piotr Komorowski). Území gminy se stalo součástí Zátorského knížectví. V roce 1564 došlo k připojení Osvětimského a Zátorského knížectví k Polsku. V prvním dělení Polska získalo území Rakousko. V roce 1820 po Vídeňském kongresu bylo začleněno do Měmecké unie, tj. pod rakouskou nadvládu. Vznik gmin se datuje do roku 1867. Od roku 1934 byly do gminy se sídlem ve Sporyszi začleněny obce Miedzybrodzie Żywieckie, Czernichów a Tresna. V roce 1954 došlo ke změně správního členění na úrovni obcí. Sídlem nové rady se stala Tresna, která zahrnovala Tresnu, Černichov a Międzybrodzie Żywieckie. V roce 1961 vznikla gmina se čtyřmi obcemi (Czernichów, Tresna, Międzybrodzie Bialskie a Międzybrodzie Żywiecki) se sídlem v Czernichówě. V roce 1973 došlo k další reorganizaci. V roce 1990, po společenské a politické transformaci v Polsku, nový zákon o gminách obnovil starostenský úřad a úřady gmin jako výkonné orgány, zatímco rady gmin zůstaly zákonodárnými a kontrolními orgány.

## Geografie
Gmina leží na území Malých Beskyd, v makroregionu Západních Beskyd, v malebné soutěsce řeky Soły. Je obklopena věncem vrchů Malých Beskyd jako Czupel (930 m n. m.), Magurka (909 m n. m.), Rogacz (899 m n. m.), Żar (761 m n. m.), ze kterých je vidět celé panorama Malých, Slezských a Beskyd Žywiecki a dokonce i Tatry.
Rozloha gminy je 56,26 km², z toho je 22 % orná půda a 61 % připadá na lesní půdu.

### Vodstvo
Na řece Sołe byly vybudovány dvě přehradní hráze, za nimi pak vznikla dvě velká jezera. První přehrada v Porąbce byla postavena v roce 1936, za níž vzniklo Międzybrodzké jezero. Druhá přehrada s elektrárnou byly postavena v roce 1966 v Tresné s Żywieckým jezerem. Na vrcholu hory Żar bylo v letech 1971–1979 vybudováno akumulační jezero pro přečerpávací vodní elektrárnu Porąbka-Żar.

## Součásti obce
Gmina má čtyři starostenské vesnice: Czernichów, Tresna, Międzybrodzie Bialskie i Międzybrodzie Żywieckie.

## Sousední gminy
Gmina Czernichów sousedí s gminami: Bielsko-Biała, Kozy, Łękawica, Łodygowice, Porąbka, Wilkowice a městem Żywiec.

## Farnost
Gmina má tři římskokstolické farnosti patřící pod děkanát Międzybrodzie, diecéze Bílsko-żywieckou.
- V Czernichowě je římskokatolická farnost Matky Boží Čenstochovské. Farnost vznikla v roce 1994.[6]
- V Międzybrodzu Bialskim je římskokatolická farnost svaté Máří Magdalény. Farní kostel byl postaven v roce 1863 a jsou v něm renesanční a barokní obrazy.[7]
- V Międzybrodzu Bialskim je farnost Panny Marie Neustálé pomoci. Koste zasvěcený Panně Marii neustálé pomoci byl postaven za peníze, které obec získala za vyvlastněný majetek v souvislosti se stavbou přehradní nádrže v roce 1934. Kostel byl vysvěcen 21. dubna 1940. V roce 1947 byla dostavěna fara.[8]

## Památky
V Czernichowě stojí dřevěná zvonice, která je zapsána ve vojvodském seznamu památek pod registračním číslem A-628/89 z 24. srpna 1989 a je součástí Stezky dřevěné architektury ve Slezském vojvodství.

## Partnerská města
- Bicester (Oxfordshire, jihovýchodní Anglie)
- Neukirchen-Seelscheid (Německo)
- Csór (Maďarsko)
- Opponitz (Dolní Rakousy)